# Синьооківська сільська рада
Синьоо́ківська сільська́ ра́да — колишня адміністративно-територіальна одиниця та орган місцевого самоврядування в Золотоніському районі Черкаської області. Адміністративний центр — село Синьооківка.

## Загальні відомості
- Населення ради: 743 особи (станом на 2001 рік)

## Населені пункти
Сільській раді підпорядковані населені пункти:
- с. Синьооківка

## Склад ради
Рада складається з 16 депутатів та голови.
- Голова ради: Капля Олексій Михайлович
- Секретар ради: Дробна Людмила Володимирівна

### Керівний склад попередніх скликань
| Прізвище, ім'я, по батькові       | Основні відомості                                                         | Дата обрання | Дата звільнення |
| --------------------------------- | ------------------------------------------------------------------------- | ------------ | --------------- |
| Полегенький Володимир Миколайович | Сільський голова, 1953 року народження                                    | 26.03.2006   | 31.10.2010      |
| Копиця Василь Гаврилович          | Сільський голова, 1946 року народження, освіта вища, член Партії регіонів | 15.05.2011   | 18.03.2012      |
| Капля Олексій Михайлович          | Сільський голова, 1963 року народження, освіта середня спеціальна         | 18.03.2012   |                 |

Примітка: таблиця складена за даними сайту Верховної Ради України

### Депутати
За результатами місцевих виборів 2010 року депутатами ради стали:

#### За суб'єктами висування
| Суб'єкт висування            | Кількість обраних депутатів | %    |
| ---------------------------- | --------------------------- | ---- |
| Самовисування                | 13                          | 81,3 |
| Комуністична партія України  | 2                           | 12,5 |
| Соціалістична партія України | 1                           | 6,3  |

#### За округами
| № округу                     | Прізвище, ім'я, по батькові  | Дата визнання обраним | Освіта           | Партійна приналежність             | Відомості про обраного депутата                   |
| ---------------------------- | ---------------------------- | --------------------- | ---------------- | ---------------------------------- | ------------------------------------------------- |
| Комуністична партія України  |                              |                       |                  |                                    |                                                   |
| 1                            | Безгубов Андрій Іванович     | 04.11.2010            | незакінчена вища | член Комуністичної партії України  | пенсіонер                                         |
| 8                            | Гришко Алла Володимирівна    | 04.11.2010            | незакінчена вища | член Комуністичної партії України  | тимчасово не працює                               |
| Соціалістична партія України |                              |                       |                  |                                    |                                                   |
| 13                           | Грекало Наталія Іванівна     | 04.11.2010            | незакінчена вища | член Соціалістичної партії України | тимчасово не працює                               |
| Самовисування                |                              |                       |                  |                                    |                                                   |
| 2                            | Радченко Валентина Іванівна  | 04.11.2010            | незакінчена вища | член Партії регіонів               | фельдшерсько-акушерський пункт, молодша медсестра |
| 3                            | Мовчан Валентина Миколаївна  | 04.11.2010            | вища             | член Партії регіонів               | Синьооківський НВК, директор                      |
| 4                            | Ткалич Марія Григорівна      | 04.11.2010            | середня          | член Партії регіонів               | Будинок культури, директор                        |
| 5                            | Гришко Таміла Іванівна       | 04.11.2010            | незакінчена вища | член Партії регіонів               | фельдшерсько-акушерський пункт, завідувачка       |
| 6                            | Безсмертний Ігор Павлович    | 04.11.2010            | середня          | член Партії регіонів               | «Пальмірське», водій                              |
| 7                            | Пряда Наталія Іванівна       | 04.11.2010            | незакінчена вища | член Партії регіонів               | Синьооківський НВК, тех.працівник                 |
| 9                            | Синільник Марія Миколаївна   | 04.11.2010            | вища             | член Партії регіонів               | Сільська рада, бухгалтер                          |
| 10                           | Липа Зінаїда Василівна       | 02.11.2010            | вища             | член Партії регіонів               | Сільська рада, землевпорядник                     |
| 11                           | Дробна Людмила Володимирівна | 04.11.2010            | вища             | член Партії регіонів               | Сільська рада, секретар                           |
| 12                           | Синьоок Катерина Іванівна    | 04.11.2010            | середня          | член Партії регіонів               | пенсіонер                                         |
| 14                           | Кириченко Іван Миколайович   | 04.11.2010            | середня          | член Партії регіонів               | приватний підприємець                             |
| 15                           | Бабенко Наталія Федорівна    | 04.11.2010            | незакінчена вища | член Партії регіонів               | бібліотека, бібліотекар                           |
| 16                           | Макаренко Алла Анатоліївна   | 04.11.2010            | незакінчена вища | член Партії регіонів               | приватний підприємець                             |

## Природно-заповідний фонд
На землях сільради розташовано орнітологічний заказник місцевого значення «Стави».